# 一式中戰車
一式中戰車Chi-He（チヘ）為日本以九七式中戰車改良在太平洋戰爭後期量產的中型戰車。

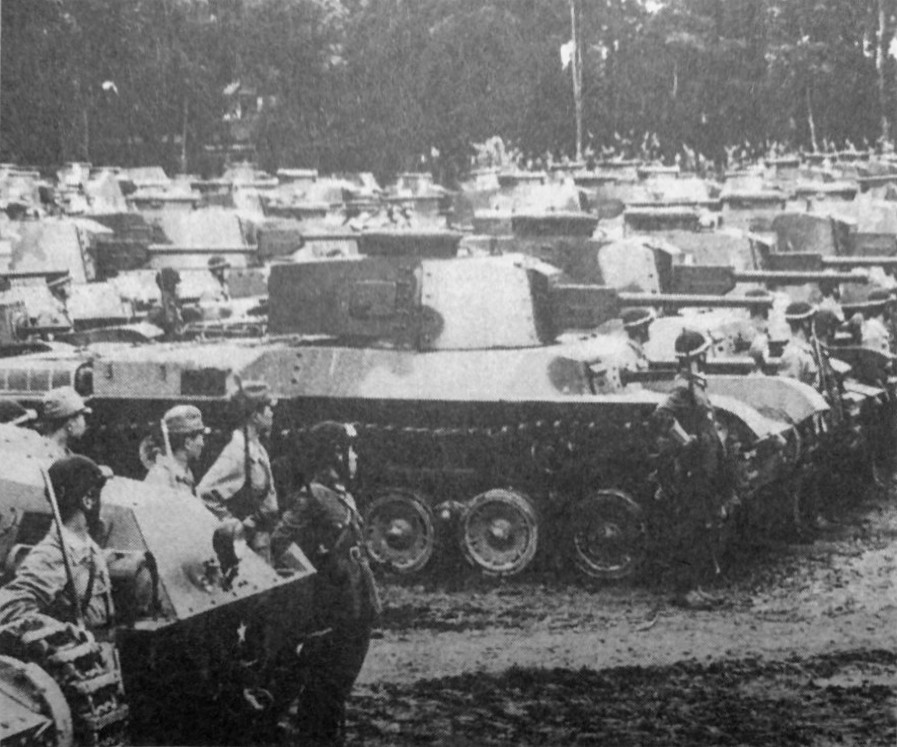

## 簡介
在九七式中戰車量產後，日本帝國陸軍由於戰爭不斷擴大因此著重於現有裝備生產，新裝備的開發陷入半停滯狀態，直到1941年，日本陸軍發覺手上的戰車與國外裝備相比不但落後，而且脆弱，因此才進行新戰車的開發。
由於經費吃緊加上轉換生產線所需時間考量，新戰車採用當時已量產的九七式設計進行製造工藝的修改與火力的強化，原本預定1941年即可完成，不過1941年底太平洋戰爭爆發後，戰爭資源大幅挪用到現有兵器生產，加上為了配合新主炮的開發，因此1940年授命進行開發的新戰車，承包廠商三菱重工直到1941年6月才完成全尺寸木製模型審查，1942年8月完成原型車，並進行了時程超過10個月的測試期，所有測試完成開始準備量產已是1943年6月，正式量產更是直到1944年春季才開始，因此編號與實際量產有著有3年的延遲。
一式中戰車雖然採用九七式的設計，不過在外裝上有大幅度的改變，包括：
1. 將原先鉚釘接合工藝換採用焊接製程，減少資源消耗
2. 換裝統制型柴油引擎簡化後勤，提高出力，車身因此延長20公分
3. 車頭大燈增為2具
4. 車體正面裝甲和砲塔正面裝甲增厚至50公厘
5. 47公厘戰車炮彈藥增至121發
6. 車組增編一名裝填手，成員從4人增加為5人，分攤戰鬥室的工作量

雖然在裝甲與動力上有一定的提升，但是火力只採用與九七改相同的手搖式47公厘戰車炮炮塔，火力上頂多與盟軍輕戰車抗衡；在開發時原型車時雖曾安裝57公厘戰車炮進行測試，但最後為了統一後勤因此取消，由於火力直接沿用九七改，因此陸軍高層對於是否量產始終有疑問，直到前線對於九七改戰力不足的消息傳來後才決定量產，但由於戰爭資源優先分配給海軍與航空部隊的緣故，因此一式中戰車僅在1943年預量產生產了15輛，1944年製造了155輛，隨後生產線改製造三式中戰車，實際量產時間不滿一年，在這段時間合計生產了170輛。
雖然在1944年已生產出少量戰車可供配發，但是日本僅有8000噸以上的運輸船才有吊運13噸以上物資的起重機，大發動艇的載運量最多只有16.5噸，九九式三舟重門載運量17噸，除了在戰爭中期量產配備開口笑登陸跳板的二等運輸艦，大部分貨輪與運輸艦難以在缺少港阜支援設施的前線戰地卸運中戰車，因此在二戰末期將一式中戰車運輸到海外戰線是極為困難的一件事；由於運輸海外的限制繁多，後期日本戰車幾乎都留在日本本土等待本土決戰，分配到一式中戰車的部隊主要將其編入中戰車中隊擔任裝甲部隊的中堅打擊火力，但因盟軍登陸日本的作戰取消，所有的一式中戰車均未遭遇實戰。
分配到一式中戰車的部隊：
第一戰車師：第一戰車聯隊
第四戰車師：第二八、二九、三十戰車聯隊
獨立戰車第四旅：第十九戰車聯隊
目前世上仅存有一个一式中战车的炮塔，在美国罗普基装甲博物馆放在九七式战车的车体上展出。